# Paroecanthus otaros
Paroecanthus otaros är en insektsart som beskrevs av Otte, D. och Perez-gelabert 2009. Paroecanthus otaros ingår i släktet Paroecanthus och familjen syrsor. Inga underarter finns listade i Catalogue of Life.